# Tayammum

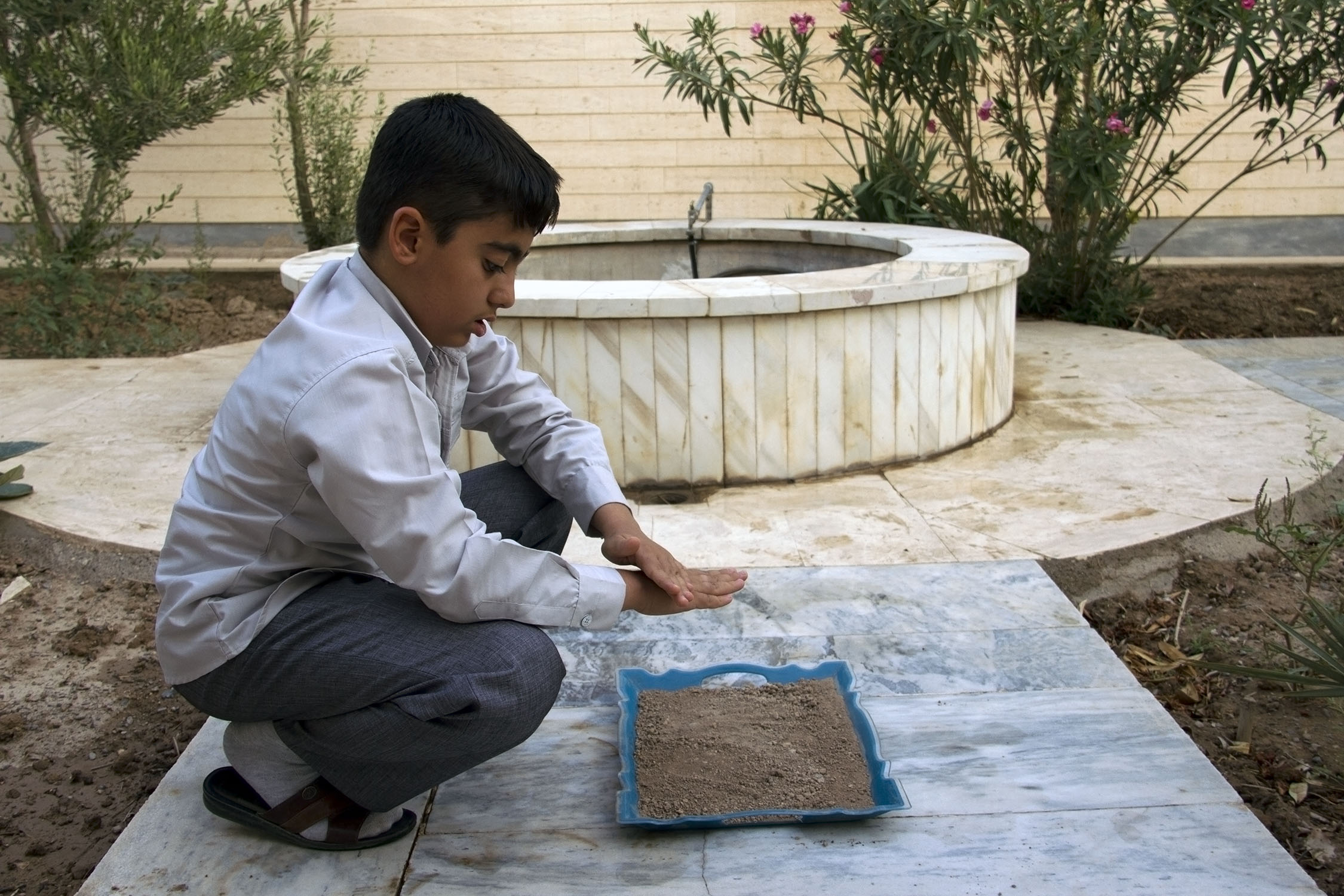

El Tayammum  (en árabe: التیمّم‎, romanizado: Al-Tayammum) es un rito islámico que se realiza a través de la tierra y en reemplazo de Wudu (la ablución) o Gusl (el baño completo) bajo circunstancias especiales. Este acto se realiza a través de un proceso en donde se colocan las palmas de ambas manos sobre la tierra, y luego se pasan por la frente y por el dorso de las manos. El Tayammum es un acto de purificación al igual que Wudu (la ablución) y Gusl (el baño completo). Este acto se conoce también como la  “Ablución con tierra”  y la  “Ablución en seco” . 
Dos versículos del Corán han hecho mención al acto del Tayammum, y hay más de 220 hadices en las fuentes islámicas que se refieren a este acto.

## El Tayammum en el Corán
En dos versículos del Sagrado Corán se menciona el acto del Tayammum y sus reglas:
- Aleya 43 de la Sura al-Nisa’ Archivado el 12 de junio de 2017 en Wayback Machine.:

يَا أَيُّهَا الَّذِينَ آمَنُواْ لاَ تَقْرَبُواْ الصَّلاَةَ وَأَنتُمْ سُكَارَى حَتَّىَ تَعْلَمُواْ مَا تَقُولُونَ وَلاَ جُنُبًا إِلاَّ عَابِرِي سَبِيلٍ حَتَّىَ تَغْتَسِلُواْ وَإِن كُنتُم مَّرْضَى أَوْ عَلَى سَفَرٍ أَوْ جَاء أَحَدٌ مِّنكُم مِّن الْغَآئِطِ أَوْ لاَمَسْتُمُ النِّسَاء فَلَمْ تَجِدُواْ مَاء فَتَيَمَّمُواْ صَعِيدًا طَيِّبًا فَامْسَحُواْ بِوُجُوهِكُمْ وَأَيْدِيكُمْ إِنَّ اللّهَ كَانَ عَفُوًّا غَفُورًا

“¡Creyentes! No os acerquéis ebrios al Rezo. Esperad a que estéis en condiciones de saber lo que decís. No vayáis impuros -a no ser que estéis de viaje- hasta que os hayáis lavado. Y si estáis enfermos o de viaje, si viene uno de vosotros de hacer sus necesidades, o habéis tenido contacto con mujeres y no encontráis agua, recurrid a arena limpia y pasadla por el rostro y por las manos. Alá es perdonador, indulgente.”
Corán 4:43.

- Aleya 6 de la Sura al-Ma'ida Archivado el 5 de julio de 2017 en Wayback Machine.:

يَا أَيُّهَا الَّذِينَ آمَنُواْ إِذَا قُمْتُمْ إِلَى الصَّلاةِ فاغْسِلُواْ وُجُوهَكُمْ وَأَيْدِيَكُمْ إِلَى الْمَرَافِقِ وَامْسَحُواْ بِرُؤُوسِكُمْ وَأَرْجُلَكُمْ إِلَى الْكَعْبَينِ وَإِن كُنتُمْ جُنُبًا فَاطَّهَّرُواْ وَإِن كُنتُم مَّرْضَى أَوْ عَلَى سَفَرٍ أَوْ جَاء أَحَدٌ مَّنكُم مِّنَ الْغَائِطِ أَوْ لاَمَسْتُمُ النِّسَاء فَلَمْ تَجِدُواْ مَاء فَتَيَمَّمُواْ صَعِيدًا طَيِّبًا فَامْسَحُواْ بِوُجُوهِكُمْ وَأَيْدِيكُم مِّنْهُ مَا يُرِيدُ اللّهُ لِيَجْعَلَ عَلَيْكُم مِّنْ حَرَجٍ وَلَكِن يُرِيدُ لِيُطَهَّرَكُمْ وَلِيُتِمَّ نِعْمَتَهُ عَلَيْكُمْ لَعَلَّكُمْ تَشْكُرُونَ

“¡Creyentes! Cuando os dispongáis a hacer el Rezo, lavaos el rostro y los brazos hasta el codo, pasad las manos por la cabeza y lavaos los pies hasta el tobillo. Si estáis en estado de impureza legal, purificaos. Y si estáis enfermos o de viaje, si viene uno de vosotros de hacer sus necesidades, o habéis tenido contacto con mujeres y no encontráis agua, recurrid a arena limpia y pasadla por el rostro y por las manos.  Alá no quiere imponeros ninguna carga, sino purificaros y completar Su gracia en vosotros. Quizás, así seáis agradecidos.
Corán 5:6.

## El Tayammum en lugar de la ablución o el baño completo
La persona que no puede realizar Wudu (a ablución) debido a alguna excusa justificable, tiene que realizar el Tayammum en lugar de Wudu (la ablución) y luego puede proceder con los actos que requieren Wudu (la ablución). Igualmente, la persona que no puede realizar Gusl (el baño completo), debe realizar el Tayammum en lugar de Gusl (el baño completo) para poder realizar los actos que requieren de Gusl (el baño completo).
No hay diferencia entre el Tayammum en reemplazo de Wudu (la ablución) ni tampoco de Gusl (el baño completo). Sin embargo; según las  Fetua de algunos Sabios Islámicos (Marya’), en el Tayammum en reemplazo del baño completo, como precaución después de frotarse la frente, la persona debe poner de nuevo sus manos en la tierra para frotarse sobre las manos.

## Circunstancias en las cuales se debe realizar el Tayammum
En siete casos hay que realizar el Tayammum en vez de realizar Wudu (la ablución) o Gusl (el baño completo):
1. Cuando no es posible conseguir agua.
2. Cuando no existe la facilidad de extraer el agua.
3. Cuando el uso del agua perjudica al cuerpo.
4. Cuando la vida está en peligro por carencia de agua.
5. Cuando la cantidad de agua no es suficiente para la purificación y Wudu (la ablución).
6. Si el agua o sus recipientes son ilícitos.
7. Cuando no hay tiempo para Wudu (la ablución) y el Rezo (Salat).[8]

## Calidad de realizar el Tayammum
- Primero, hay que poner la intención de realizar el Tayammum con el fin de obedecer el mandato de Dios.
- Luego se deben colocar las palmas de las manos sobre una sustancia sobre la cual se puede hacer el Tayammum .
- Después, hay que pasar ambas manos por toda la frente desde el nacimiento del cabello hasta las cejas y la parte superior de la nariz.
- Finalmente, hay que frotar la mano izquierda sobre todo el dorso de la mano derecha, y pasar la mano derecha sobre todo el dorso de la mano izquierda.[8]

En el momento del Tayammum no debe haber ningún obstáculo en los miembros del cuerpo intervinientes en este proceso.

## Cosas sobre las cuales se puede hacer el Tayammum
De acuerdo con la aleya 6 de la Sura al-Ma'ida, el Tayammum se debe realizar con tierra pura. Según las fatwas de los Sabios Islámicos, el Tayammum se debe realizar en la tierra como la primera elección; y si la tierra pura no está disponible, se puede realizar como segunda opción sobre la arena, las rocas y las piedras (que tienen un poco de polvo).
Según la mayoría de los Sabios Islámicos, el Tayammum sobre joyas como la piedra de ágata (Aqiq) o la piedra turquesa (Firuze) es inválido.

## Los actos que anulan el Tayammum
- Todos los actos que anulan Wudu (la ablución) y Gusl (el baño completo) pueden anular el Tayammum.[3]
- Quien debe hacer el Tayammum debido a una excusa (por ejemplo la carencia de agua), cuando se elimine esta excusa y encuentre agua, su Tayammum se invalida automáticamente.[6]